# موکنای
موکِنای (به یونانی: Μυκῆναι Mykēnai or Μυκήνη Mykēnē) یک منطقه باستان‌شناسی در یونان، واقع در حدود ۹۰ کیلومتری جنوب غرب آتن و در شمال شرقی پلوپونیس است.
در هزاره دوم پیش از میلاد موکنای یکی از مراکز عمده‌ای از تمدن یونانی، دژ محکم نظامی بود که تحت تأثیر بسیاری از یونان در جنوب بود. دوره‌ای از تاریخ یونانی حدود ۱۶۰۰ سال قبل از میلاد تا حدود ۱۱۰۰ پیش از میلاد موکنایان نامیده می‌شود که به تمدن موکنای مشهور است و اشاره دارد به تمدن موجود در منطقه موکنای.

## نام موکنای

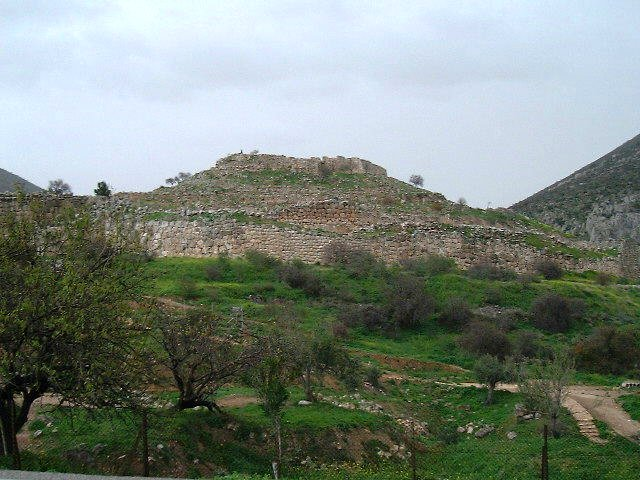
نمایی از قلعه

بازسازی کلمه (Mycenaean) نام یونانی از ریشه (Mukānai)، که به صورت جمع، مانند (Athānai) است نشان دهنده تغییر از ā به ē در مدت زمان طی مراحل توسعه گویش وابسته به شهر آتن است.
با وجودی که این قلعه توسط یونانیان ساخته شده‌است، گمان نمی‌رود نامش به یونانی باشد، و احتمال می‌رود مانند یکی از بسیار نام‌ها، توسط تبعه‌های مهاجر یونان باستان نامگذاری شده باشد.
جان چادویک می‌گویید:
اسمهایی مانند موکنای قطعاً از یک یا چند زبان ناشناخته مشتق شده‌اند، که قبلاً در یونان مستعمل بوده‌اند. ریشهٔ زبان یونانی هنوز ناشناخته مانده‌است و هیچ مدرکی برای رد کردن هم خانوادگی زبان یونانی با زبان‌های هندواروپایی وجود ندارد.

## تاریخچه

### عصرنوسنگی
قدمت قطعه‌های تاریخی و سفال‌های یافت شده از آوارهای مختل این منطقه به بیش از ۳۵۰۰ سال قبل از میلاد می‌رسد. چینه شناسی نشان می‌دهد منطقه مسکونی بوده و بر اثر ساخت و سازهای بعدی تمامی آثار موجود آن تخریب شده‌است.

### اوایلعصر برنز
اعتقاد بر این است که ساکنان موکنای نزدیک به ۲۰۰۰ سال قبل از میلاد هند و اروپاییان بوده‌اند که در این منطقه تمرین کشاورزی و گله داری می‌کردند. سفال و اشیاء مربوط به این مدت با قدمت ۲۱۰۰ سال قبل از میلاد تا ۱۷۰۰ قبل از میلاد در موکنای یافت شده‌است.
این زمان متقارن بود با رشد و توسعه تمدن بسیار پیچیده مینوسی‌ها در کرت که با تمدن موکنای در تعامل بودند.

### اواسطعصر برنز
دفن مردگان در چاله یا گور دسته‌جمعی برای اولین بار در غرب آکروپولیس و در حدود ۱۸۰۰–۱۷۰۰ سال پیش از میلاد آغاز شد. آکروپولیس در این عصر تا حدودی توسط دیواری که به دورش کشیده شد، محصور گشت.

### اواخرعصر برنز

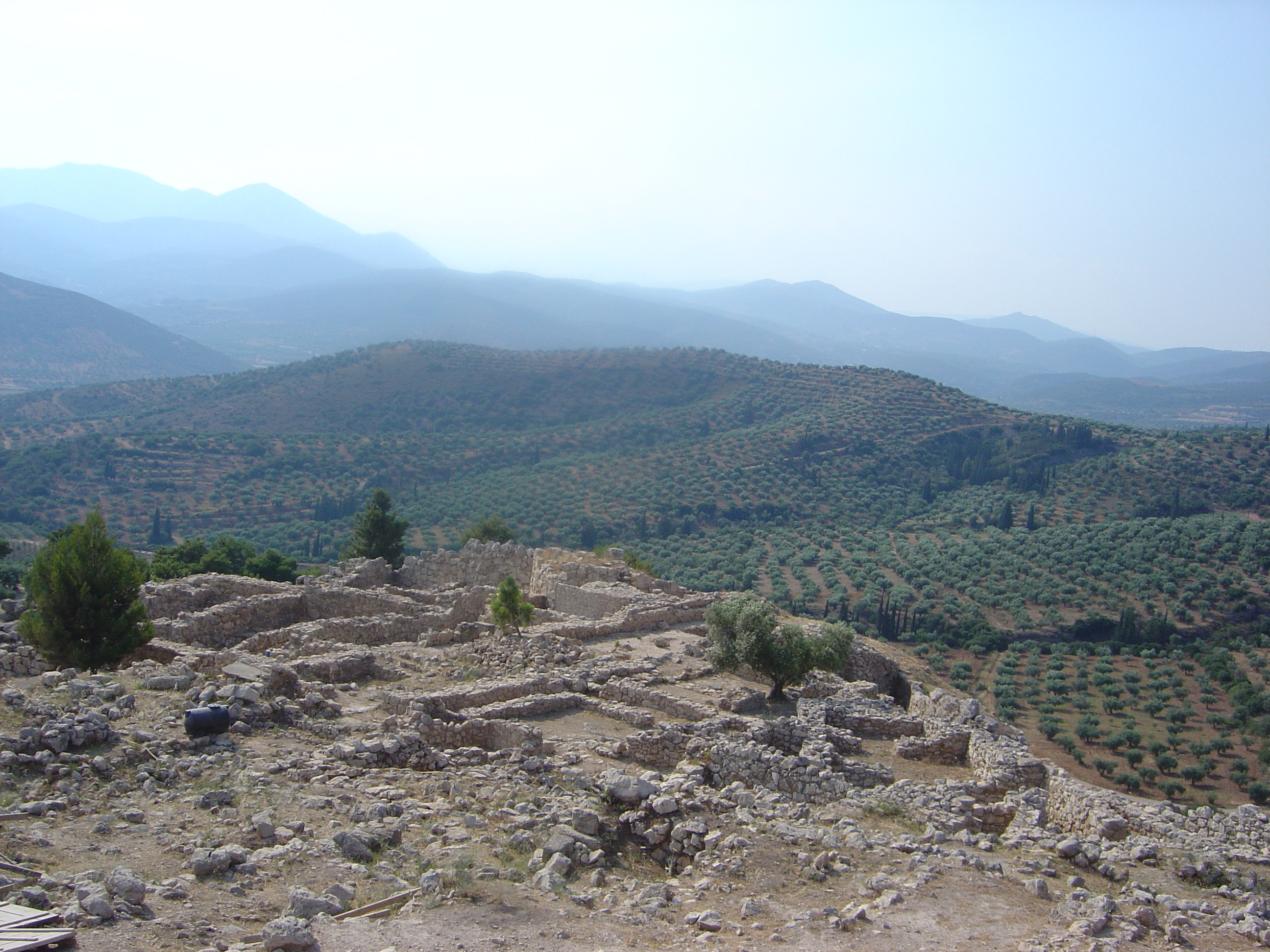
ویرانه‌های موکنای

الگوی استقرار در موکنای در طول عصر برنز تپه مستحکمی بود که توسط دهکده‌ها و املاک احاطه شده بودند.
از آنجا که موکنای پایتخت یک کشور حاکم یا تحت سلطه بود، حاکمان بسیاری از کشورهای شرق دریای مدیترانه، بایستی پناهگاه خود را قرار می‌دادند در بین جمعیت کمتر و بیشتر و منطقه از راه دور به خاطر ارزشش از نظر موضع دفاعی در نظر داشته باشند.

### آمار و ارقام قلعه
- طول بنا: ۱۱۰۵ متر
- ارتفاع بنا: تا ۵/۱۲ متر
- عرض: ۵/۷ الی ۱۷ متر
- سنگ حداقل مورد نیاز: ۱۴۴۲۰ سنگ به‌طور متوسط (۱۰ هزار تن)
- ساعت به حرکت ۱ بلوک با استفاده از مردان: ۲٫۱۲۵ روز
- ساعت به حرکت تمام بلاک‌ها با استفاده از مردان: ۱۱۰٫۵۲ سال
- بر اساس ۸ ساعت در روز کار
- بزرگترین سنگ‌ها از جمله سنگ سردرها و چهار چوپ درب‌های دروازه بیش از ۲۰ تن و در مواقعی وزن برخی از آن‌ها ممکن است نزدیک به ۱۰۰ تن باشند.[۲]

### انحطاط و سقوط
تا ۱۲۰۰ سال قبل از میلاد قدرت موکنای رو به کاهش بود؛ در طول قرن دوازدهم، حکومت موکناییان فروریخت. طی یک مدت زمان کوتاه در حدود ۱۲۵۰ سال قبل از میلاد، تمام قصرها در جنوب یونان، از جمله یکی از آن‌ها در موکنای سوزانده شدند.

### احیاء و پایان
در طول دوران آغازین کلاسیک، موکنای‌ها یکبار دیگر ساکنان موکنای شدند، هر چند که هرگز اهمیت خود را به دست نیاوردند. موکنای‌ها در طول نبردهای ایران و یونان با ایرانیان در جنگ ترموپیل و جنگ پلاتایا جنگیدند.
با این حال، در سال ۴۶۲ پیش از میلاد، نیروهای نظامی آرگوس موکنای را تصرف و ساکنانش را اخراج کردند.
در زمان تمدن هلنی و دوران امپراتوری روم، خرابه‌های موکنای مانند اکنون جاذبه توریستی بودند. این شهر کوچک اواخر دوران رومی‌ها توسط آن‌ها رشد کرد تا در خدمت تجارت توریست باشد، با این حال، این منطقه تبدیل به متروکه شده بود.